# Vishnugupta (Guptariket)
Vishnugupta, död 550, var en indisk monark. Han var regerande monark av Guptariket mellan 540 och 550.